# Eleccions legislatives xipriotes de 2001
Les Eleccions legislatives xipriotes de 2001 es van celebrar a Xipre el 21 de març de 2001. El comunista Dimitris Khristófias fou elegit president de la Cambra de Representants de Xipre.
Resum dels resultats electorals de 21 de març de 2001 la Cambra de Representants de Xipre
|           | Partit Progressista del Poble Treballador Anorthotikon Komma Ergazemenou Laou                  | 142.648 | 34,7  | 20 | +1 |
|           | Reagrupament Democràtic Dimokratikos Sinagermos                                                | 139.721 | 34,0  | 19 | -1 |
|           | Partit Democràtic Dimokratikon Komma                                                           | 60.986  | 14,8  | 9  | -1 |
|           | Moviment per la Socialdemocràcia-EDEK Kinima Sosialdimokraton Eniaia Dimokratiki Enosi Kentrou | 26.767  | 6,5   | 4  | -1 |
|           | Nous Horitzonts Neoi Orizontes                                                                 | 12.333  | 3,0   | 1  | +1 |
|           | Demòcrates Units Enomeni Dimokrates                                                            | 10.635  | 2,6   | 1  | +1 |
|           | Partit Verd de Xipre Kinima Oikologoi Perivallontistoi                                         | 8.128   | 1,98  | 1  | -  |
|           | Moviment Democràtic Combatent Agonistiko Dimokratiko Kinima                                    | 8.860   | 2,2   | 1  | +1 |
|           | Minories religioses                                                                            |         |       | 3  |    |
|           | Total (participació 90,5%)                                                                     | 410.987 | 100.0 | 59 |    |
| Font: CNA |                                                                                                |         |       |    |    |